# Kwame Nsor
Kwame Nsor, né le 1er août 1992 à Accra au Ghana, était un footballeur ghanéen. Il jouait au poste d'attaquant.

## Biographie

### FC Metz (2010 - 2012)
Après une formation et des débuts dans son pays natal, le joueur rejoint en 2010 le FC Metz, en Lorraine, alors en Ligue 2.

### 1. FC Kaiserslaurern (2012 - 2013)
Après un passage de deux ans en Moselle, il signe un contrat de quatre ans avec le 1. FC Kaiserslaurern en Allemagne, en 2. Bundesliga, la deuxième division allemande.
Après neuf apparition sous le maillot de Kaiserslautern, le club annonce la résiliation de son contrat, qui est désormais libre de s'engager ailleurs.

### FC Metz (2013 - 2016)
Libre de tout contrat, le joueur fait son retour au FC Metz, récemment promu en Ligue 2 sous les ordres d'Albert Cartier.
Le 24 septembre 2013, il rentre dans l'esprit des supporters du club en inscrivant le troisième but du derby lorrain face à l'AS Nancy-Lorraine. À l'issue de la saison, le FC Metz retrouve la Ligue 1 et le joueur obtient le premier trophée de sa carrière en remportant le titre de champion de deuxième division.

#### Prêt au RFC Seraing (2015 - 2016)
Peu utilisé lors du retour du FC Metz en Ligue 1, le joueur est prêté lors de l'exercice 2015-2016 au RFC Seraing en Belgique, club satellite de Metz.

### União Madeira (2016 - 2017)
De retour à Metz après son prêt, il quitte définitivement le club mosellan et s'engage pour un an avec l'União Madeira, club de deuxième division portugaise.

### Académico Viseu (2017 - 2019)
Il rejoint dès 2017 le club de l'Académico Viseu, autre club au Portugal.

## Palmarès
| FC Metz (1) :                   |
| ------------------------------- |
| - Ligue 2 (1) - Champion : 2014 |